# ولیم (ناحیه کولین)
ولیم (به چکی: Velim) یک منطقهٔ مسکونی در جمهوری چک است که در ناحیه کولین واقع شده‌است. ولیم ۱۵٫۷۲ کیلومتر مربع مساحت و ۲٬۱۵۲ نفر جمعیت دارد و ۲۰۳ متر بالاتر از سطح دریا واقع شده‌است.